# Experiment Stuka
Experiment Stuka és un documental dirigit per Rafa Molés i Pepe Andreu produït per SUICAFilms i estrenat el 2018. El documental va rebre 20.000 euros com a subvenció per part de la Diputació de Castelló. Ha portat una polèmica per les afirmacions que es fan en el documental i alvoltant d'aquest per part de la gent que hi ha darrere del projecte.

## Contingut
Segons el documental, durant la Guerra civil espanyola (1936-1939) els pobles Ares del Maestrat, Benassal, Albocàsser i Vilar de Canes foren víctima i objecte d'experimentació el maig de 1938 per l'aviació de l'Alemanya nazi per provar la capacitat dels bombarders Stuka. Aquests bombardejos causaren 38 morts.

## Premis
- Premi del jurat al festival Docs València el 2018.[1]
- Premi de l'Audiovisual Valencià (2018)[3]

## Controvèrsia
En el context destaca com les tesis de l'experiment nazi foren rebutjades per vint especialistes en un congrés celebrat el mes de maig a la Universitat Jaume I sobre la batalla de Llevant.
Quan Rafa Molés va agafar el Premi de l'Audiovisual Valencià al millor documental va pronunciar un discurs on canviava el discurs respecte el que deia durant la promoció feta des del 2015: no digué que era un misteri que s'havia destapat després de 80 anys, sinó que "la història ja estava escrita però els seus protagonistes no la coneixien" i no parlà de solament quatre pobles, sinó d'altres. Poc temps abans, el seu company Pepe Andreu havia dedicat el premi als quatre pobles, sense dir res dels altres pobles afectats.
El 27 de setembre de 2018, Carles Mulet, el senador va presentar una moció basant-se solament en allò que explicava el documental. L'historiador Vicent Grau Reig li va avisar per telèfon que la tesi del documental era equivocada. La moció fou rebutjada.
El novembre de 2018, en una reunió del Grup de Memòria Històrica de la Coalició Compromís, els historiadors Vicent Grau Reig i Vicente Sampedro van explicar que el documental conté molts errors i manipulacions i demanren que no el promocionaren. El secretari autonòmic de Justícia, Ferrán Puchades, encarregat de la Memòria Històrica, li va llevar importància a l'assumpte. El conseller de Cultura Vicent Marzà va promocionar el documental, malgrat que Vicent Grau va dir que Marzà estava d'acord amb no donar promoció al documental.
Dos historiadors, Lucas Molina Franco i Rafael A. Permuy, dedicaren un exemplar de la revista Ares al esdeveniment històric, fent referència al documental. En aquestes investigacions refutaren la tesi principal del documental.
El gener de 2019, al canal de televisió públic valencià À Punt es va dedicar un programa de La Qüestió sobre el tema que tracta el documental. El programa va ser un especial en el qual en compte de fer-se l'usual debat es va limitar a entrevistar al cocreador del documental Rafa Moles. El periodista Javier Cavanilles va criticar negativament el programa considerant-lo un blanqueig de la tesi.